# Джин Су Квон
Джин Су Квон (англ. Jin-Soo Kwon), більш відомий як Джин — вигаданий персонаж і один з головних героїв телесеріалу «Загублені». Його роль виконує Деніел Де Кім. З'являвся у всіх сезонах серіалу. Є чоловіком іншої головної героїні — Сун Квон. Джин помер у 14 серії шостого сезону.

## Біографія

### До авіакатастрофи
Квон Джин Су народився 27 листопада 1974 року в Намхе (Південна Корея) в сім'ї рибалки і повії. Мати кинула батька з новонародженим немовлям. Однак Джин був упевнений, зі слів батька, що його мати померла. Подорослішавши, Джин вирішує втілити в життя мрії про особисте ресторани та готелі і для цього влаштовується на роботу в готель «Ворота Сеула». Одного разу він пропускає в туалет готелю бідняка з сином. Це бачить господар готелю, він ображає Джина, і той каже, що звільняється. Пізніше Джин йде містом і знайомиться з Сун. Потім Джин влаштовується на роботу офіціанта. Джин приходить до батька Сун — магната важкої промисловості містера Пайка. Він просить у бізнесмена дозвіл на весілля з Сун. Спочатку містер Пайк ставиться до цього неохоче, але коли розуміє, що Джин готовий заради Сун на все, в тому числі працювати на Пайка, погоджується. Пізніше Джин починає працювати особисто на пана Пайка — викидайлом, в чиї обов'язки входить підкуп, шантаж, здирство і навіть вбивство в цілях господаря.

### Після авіакатастрофи
Джин не говорить по-англійськи, а Сун потай від чоловіка вивчила цю мову. Після авіакатастрофи Джин охороняє Сун і говорить їй, що вони повинні ізолювати себе від інших уцілілих. Коли уціліли, особливо Майкл, намагаються спілкуватися з нею, Джину не подобається це. Одного разу вранці Джин раптово і без видимої причини напав на Майкла і побив його. Джина прикували наручниками до уламків літака, і після цього Сун зізналася Майклу, що вона говорить по-англійськи, і про гордість Джина (він побачив, що Майкл носить на руці знайдений годинник містера Пайка — батька Сун, охороняти їх — питання сімейної честі). Майкл повертає Джину годинник, висловлює йому, що він про нього думає і звільняє порубавши наручники сокирою.
Дізнавшись, що дружина таємно від нього вивчила англійську мову і зрозумівши, що вона збиралася бігти в США і жити там, Джин відчуває себе нещасним і починає допомагати Майклу в будівництві плота, щоб якнайшвидше покинути острів. Разом з Майклом, Соєром і Волтом вони вирушили на плоту за допомогою. Їх пліт був атакований Інакшими. Джин впав в океан, і один із Інакших підірвав пліт.
Джина викинуло на берег, де його знайшли Ліббі і Сінді. Він втік від групи «уцілілих з хвоста», вважаючи, що це Інакші, і встиг попередити Соєра і Майкла. Джин і його друзі були кинуті в яму. Однак незабаром були звільнені.
Джин та інші прийшли в табір на пляж, і він повернувся до Сун.
Майкл пішов шукати Волта. Джин хотів піти за ним, але Сун відмовила його. Незабаром Джин почав хвилюватися за Сун, коли на неї напали в її саду. Джин також дізнався, що Сун вагітна.
Після того, як їх відносини покращилися, Джин і Сун приєдналися до Саїда, щоб дослідити іншу частину Острова на яхті Дезмонда.
Після денного очікування Джека, Кейт і Соєра, Джин вирішує повернутися в табір. Однак Сун не слухається його й слідує за планом Саїда. Поки Джин і Саїд чекали в засідці на появу Інакших, вони почули постріли. Це стріляла Сун. Пізніше Джин стрибає у воду і знаходить Сун, якій вдається втекти. Разом вони вирішують повернутися в табір.
Коли уцілілі дізналися про корабель, Джин і Сун вирушили туди. Джин знаходиться на борту корабля Кахана, коли той вибухає, але дивом залишається в живих. Через стрибки у часі, він потрапив в 1988 рік, де його врятувала команда Даніель Руссо. Джин зміг відшукати інших уцілілих, що залишилися на Острові і приєднався до них в роботі DHARMA Initiative, в якості співробітника служби безпеки. Він став першим, хто знайшов повернувшихсь на Острів уцілілих з шістки Ошеанік. Коли він дізнається, що Сун повернулася на Острів, він біжить її шукати. Після того, як Саїд вистрілив у 12-річного Бена і вирубив Джина, кореєць привіз хлопчика в лікарню Дхарми. Допомагав Джеку в епізоді з бомбою. Пізніше в 6 сезоні 14 серії гине намагаючись врятувати Сун.